# Spring City (Utah)
Spring City es una ciudad ubicada en el condado de Sanpete en el estado estadounidense de Utah. En el año 2000 tenía una población de 956 habitantes. A pesar de persistir con una economía fundamentalmente agrícola, la comunidad se ha destacado por su cultura artística, en particular relacionada con la historia del Movimiento de los Santos de los Últimos Días.

## Geografía
Spring City se encuentra ubicado en las coordenadas 39°28′49″N 111°29′29″O / 39.48028, -111.49139. Según la Oficina del Censo, la localidad tiene un área total de 3,5 km² (1,4 mi²), de la cual toda es tierra.

## Demografía
Según la Oficina del Censo en 2000, habían 956 personas residentes en el lugar, 95% de los cuales eran personas de raza blanca. Los ingresos medios por hogar en la localidad eran de $34,609, y los ingresos medios por familia eran $37,813. Los hombres tenían unos ingresos medios de $36,500 frente a los $20,417 para las mujeres. La renta per cápita para la localidad era de $12,310. Alrededor del 20.2% de la población de Spring City estaba por debajo del umbral de pobreza.